# Огаста (Мен)
Ога́ста (англ. Augusta) — місто (англ. city) на північному сході США, в окрузі Кеннебек, адміністративний центр штату Мен, розташований на річці Кеннебек. Населення — 18 899 осіб (2020).

## Історія
Ця місцевість вперше була досліджена англійцями з колонії Попхем у вересні 1607 року, яка проіснувала недовго. Двадцять один рік потому, в 1628 році, англійські поселенці з колонії Плімут заснували тут поселення як частину торгового поста на річці Кеннебек. Поселення було відоме під назвою корінних американців Кушнок (або Куссінок, або Коуссінок), що означає «голова припливу». Торгівля хутром спочатку була прибутковою, але через повстання корінних жителів і падіння доходів колонія Плімут продала патент на Кеннебек у 1661 році. Кушнок залишався незаселеним протягом наступних 75 років.

## Географія
Огаста розташована за координатами 44°20′6″ пн. ш. 69°44′3″ зх. д. / 44.33500° пн. ш. 69.73417° зх. д. (44.334919, -69.734205).  За даними Бюро перепису населення США в 2010 році місто мало площу 150,31 км², з яких 142,80 км² — суходіл та 7,52 км² — водойми.

### Клімат
| Клімат : Огаста         | Клімат : Огаста | Клімат : Огаста | Клімат : Огаста | Клімат : Огаста | Клімат : Огаста | Клімат : Огаста | Клімат : Огаста | Клімат : Огаста | Клімат : Огаста | Клімат : Огаста | Клімат : Огаста | Клімат : Огаста | Клімат : Огаста |
| Показник                | Січ.            | Лют.            | Бер.            | Квіт.           | Трав.           | Черв.           | Лип.            | Серп.           | Вер.            | Жовт.           | Лист.           | Груд.           | Рік             |
| Абсолютний максимум, °C | 16,1            | 15,6            | 28,9            | 32,2            | 34,4            | 36,7            | 37,2            | 37,8            | 35,6            | 29,4            | 23,3            | 19,4            | 37,8            |
| Середній максимум, °C   | −2,4            | −0,1            | 4,7             | 11,7            | 18,4            | 23,2            | 26,2            | 25,6            | 20,9            | 14,0            | 7,3             | 0,8             | 12,6            |
| Середня температура, °C | −7,1            | −4,9            | −0,1            | 6,6             | 12,7            | 17,8            | 20,8            | 20,2            | 15,6            | 9,1             | 3,3             | −3,3            | 7,6             |
| Середній мінімум, °C    | −11,7           | −9,7            | −4,8            | 1,4             | 7,0             | 12,3            | 15,5            | 14,7            | 10,3            | 4,2             | −0,8            | −7,4            | 2,6             |
| Абсолютний мінімум, °C  | −36,1           | −30,6           | −23,9           | −12,8           | −3,3            | 2,2             | 6,1             | 3,9             | −2,2            | −6,1            | −15,6           | −26,1           | −36,1           |
| Норма опадів, мм        | 66              | 62              | 85              | 96              | 94              | 90              | 87              | 84              | 95              | 111             | 110             | 82              | 1062            |
| Днів з опадами          | 10,3            | 9,1             | 11,0            | 11,8            | 13,5            | 12,9            | 11,8            | 10,2            | 10,2            | 11,4            | 11,8            | 11,4            | 135,4           |
| Днів зі снігом          | 8,6             | 7,2             | 6,3             | 2,0             | 0,1             | 0               | 0               | 0               | 0               | 0,3             | 2,7             | 6,8             | 33,7            |
| ----------------------- | --------------- | --------------- | --------------- | --------------- | --------------- | --------------- | --------------- | --------------- | --------------- | --------------- | --------------- | --------------- | --------------- |
| Джерело: NOAA           |                 |                 |                 |                 |                 |                 |                 |                 |                 |                 |                 |                 |                 |

## Демографія
Згідно з переписом 2010 року, у місті мешкало 19 136 осіб у 8802 домогосподарствах у складі 4490 родин. Густота населення становила 127 осіб/км².  Було 9756 помешкань (65/км²).
Расовий склад населення:
| - 94,1 % — білих - 1,5 % — азіатів - 1,1 % — чорних або афроамериканців - 0,7 % — корінних американців - 0,1 % — вихідців з тихоокеанських островів |

До двох чи більше рас належало 2,3 %. Частка іспаномовних становила 1,8 % від усіх жителів.
За віковим діапазоном населення розподілялося таким чином: 18,3 % — особи молодші 18 років, 63,7 % — особи у віці 18—64 років, 18,0 % — особи у віці 65 років та старші. Медіана віку мешканця становила 43,2 року. На 100 осіб жіночої статі у місті припадало 94,5 чоловіків;  на 100 жінок у віці від 18 років та старших — 92,3 чоловіків також старших 18 років.
Середній дохід на одне домашнє господарство  становив 50 700 доларів США (медіана — 39 544), а середній дохід на одну сім'ю — 59 297 доларів (медіана — 51 495). Медіана доходів становила 41 120 доларів для чоловіків та 33 149 доларів для жінок. За межею бідності перебувало 19,7 % осіб, у тому числі 30,2 % дітей у віці до 18 років та 10,9 % осіб у віці 65 років та старших.
Цивільне працевлаштоване населення становило 8716 осіб. Основні галузі зайнятості: освіта, охорона здоров'я та соціальна допомога — 25,5 %, публічна адміністрація — 13,3 %, роздрібна торгівля — 13,2 %.

## Пам'ятки
- Капітолій штату Мен
- Дім Блейна
- Форт-Вестерн

## Відомі особистості
У місті народилась:
- Істман Джонсон — художник
- Олімпія Сноу (* 1947) — американська політикиня.
- Рейчел Ніколс  — акторка